# Santo Domingo Suchitepéquez
Santo Domingo Suchitepéquez è un comune del Guatemala facente parte del dipartimento di Suchitepéquez.